# Rudolf Wickberg
Rudolf Mauritz Wickberg, född 4 februari 1851 i Kungsbacka, död 31 december 1940 i Ålems församling, Kalmar län, var en svensk filolog och läroverkslektor.
Wickberg blev filosofie doktor (ultimus) i Lund 1877, docent i jämförande germansk språkforskning där samma år och var lektor i franska och engelska vid Västerviks högre allmänna läroverk 1883–1916. Han är främst känd för sin översättning (1889) av det fornengelska diktverket "Beowulf". Av hans övriga arbeten kan nämnas Om kelterna. Frankrikes och Britanniens forna bebyggare (i "Ur vår tids forskning", 1883).